# Нампула (провінція)
Нампула (порт. Nampula) - провінція в Мозамбіку. Площа становить 81 606 км². Чисельність населення дорівнює 4 049 082 чоловік (на 2007).  Адміністративний центр - місто Нампула.

## Етимологія
У період португальського панування провінція спочатку називалася Мозамбік, потім ця назва була поширена на всю країну.

## Географія
Провінція Нампула розташована в північній частині Мозамбіку. На півночі вона межує з провінцією Кабу-Делгаду, на північному заході - з провінцією Ньяса, на південному заході - з провінцією Замбезія. На сході її узбережжя омивається водами Індійського океану.
До складу провінції Нампула входить острів Мозамбік, включений в 1992 році в список Всесвітньої спадщини ЮНЕСКО.

## Населення
Більшість населення провінції Нампула становить народ макуа.

## Адміністративний поділ

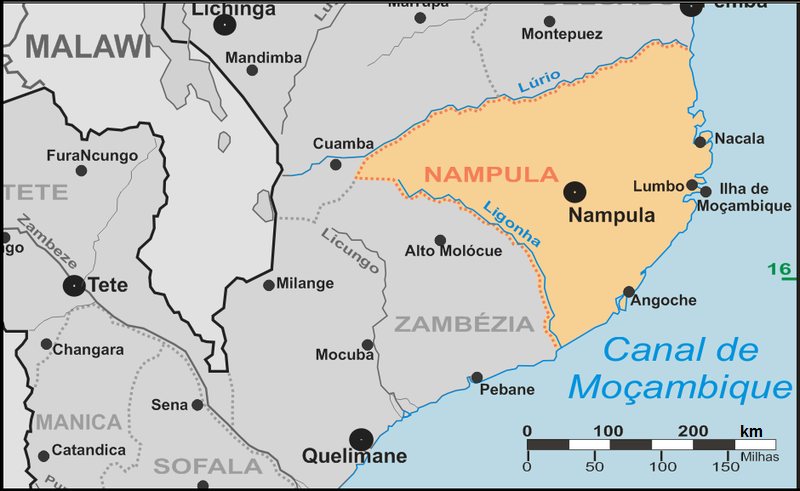
Адміністративна карта провінції Нампула.

В адміністративному відношенні провінція розділена на 18 дистриктів і 6 муніципалітетів.

### Дистрикти
- Angoche
- Eráti
- Lalaua
- Malema
- Meconta
- Mecubúri
- Memba
- Mogincual
- Mogovolas
- Moma
- Monapo
- Mossuril
- Muecate
- Murrupula
- Nacala-a-Velha
- Nacarôa
- Nampula
- Ribáuè

### Муніципалітети
- Angoche (cidade)
- Ilha de Moçambique (cidade)
- Monapo (vila)
- Nacala Porto (cidade)
- Nampula (cidade)
- Ribaué (vila)

## Економіка
У провінції розвивається сільськогосподарське виробництво, в тому числі вирощування ананасів, бананів, бавовни, кави, горіхів кеш'ю, кукурудзи, манго, тютюну та інших культур.